# Космицизам
Космицизам је књижевна филозофија коју је амерички писац  Хауард Филипс Лавкрафт развио и користио у делима из области ирационалне фантастике. Лавкрафт је био писац прича страве са филозофским набојем, које се тичу окултних феномена попут поседнутости или мешања са ванземаљским бићима, а временом су теме његовог рада допринеле развоју ове филозофије.

## Принципи
Филозофија космицизма устврђује да "у Васиони нема препознатљивог присуства божанства као што је Бог, а да су људска бића нарочито безначајна на крупнијем, међугалактичком плану постојања." Најистакнутија тема је страх човечанства од сопствене безначајности пред Свемиром непојмљиве величине – страх од космичке празнине.
Космицизам и хуманизам су неусагласиви. Космицизам и нихилизам имају мноштво заједничких особина, с тим да их у битном разликује то што космицизам више тежи да нагласи безначајност човечанства и његових прегања, пре него да уопште одбаци могућност да постоји нека виша сврха или више њих: на пример, у Лавкрафтовим причама о Ктулуу, ужас код протагониста не изазива одсуство смисла, већ откриће да нема никаквог начина да промене било шта у пространој и равнодушној Васиони која их окружује. Људски актери Лавкрафтових прича немају никаквог начина да проникну у сврху или значење којима су космичка бића снабдела своје поступке.
Лавкрафтов космицизам резултат је његовог потпуног презира према свему религиозном,, његовог осећања човечије егзистенцијалне беспомоћности пред оним што је називао „бесконачним просторима“, отвореним научном мишљу, као и његовог веровања да се човечанство у основи налази на милост и немилост огромности и празнини Космоса. У својим фантастичким делима је ове идеје често истраживао на хумористичан начин („Херберт Вест–реаниматор“, 1922), те кроз сновиђенско приповедање (Сновита потрага за незнаним Кадатом, 1927) или кроз добро познати Митос о Ктулуу („Зов Ктулуа“, 1928. и друге). Са космицизмом су повезане и уобичајене теме Лавкрафтовог рада – безначајност човечанства за Свемир и потрага за знањем која се завршава пропашћу.
Лавкрафтови ликови нарочито губе разум када око њих нестане препознатљиве геометрије. Учестало описујући непознато као претњу по остатак човечанства, Лавкрафт је својим делима тежио и да читаоцу усади страх других, како је случај у причама „Данички ужас” и „Дагон”. Ово је вероватно представљало одраз његових личних погледа на свет, често усамљеничких и параноидних.

## Космички индиферентизам
Иако космицизам делује веома песимистички, Лавкрафт се није сматрао ни песимистом ни оптимистом, већ радије „научним“ или „космичким“ индиферентистом, што је изражавао кроз теме својих дела. У Лавкрафтовим делима су људска бића често потчињена моћним бићима и другим космичким силама, али ове према човечанству и нису толико злонамерне колико су равнодушне. Ова је равнодушност важна тема у космицизму. С. Т. Џоши, истакнути изучавалац Лавкрафта, тврди да се овај „редовно упуштао у (мање или више) љубазне расправе о религији са неколико колега, нарочито са побожним писцем и учитељем Морисом В. Моом. Лавкрафт је био твдокорни и антирелигиозни атеиста; религију је сматрао не само лажном, већ и штетном за друштвени и политички напредак.“ С обзиром на то, Лавкрафтов космицизам не само да уопште није религиозан, већ пре верзија његовог механистичког материјализма. Тако је Лавкрафт пригрлио филозофију „космичког индиферентизма“. Веровао је у бесмислени, механички, безосећајни Универзум који људска бића, природно ограничених способности, никада не би могла у потпуности да разумеју. Његово гледиште није дозвољавало религиозна веровања која се не могу научно поткрепити. Неразумљиве, космичке силе из његових прича маре за човека мало, колико и он за инсекте.
Како би појаснио космицизам, Лавкрафт је, иако ирелигиозан, користио разноврсне богове у приповеткама, а посебно у причама о Ктулуу. Међутим, Лавкрафт их никада није осмишљао као натприродна, већ као ванземаљска бића која разумеју и поштују скуп природних закона који се људском бићу чине магичним. Ова бића (Велики стари, Други богови и други), иако по људски род опасна, описују се као ни добра ни зла, а људска становишта о моралу за њих немају значаја. Ова бића заправо постоје у областима Космоса које су изван људског разумевања. Као симбол, ово представља вид Универзума у какав је Лавкрафт веровао. Иако су нека од њих предмет култова обожавања, а у појединим случајевима и њихови творци, огромној већини њих је људска раса толико безначајна да јој не посвећују било какву пажњу.